# Brombenzylkyanid
Brombenzylkyanid je organická sloučenina používaná, společně s chloracetofenonem, jako slzotvorná látka v 1. světové válce.
Toxicita brombenzylkyanidu je podobná jako u chloru.